# منطقه بایر توتیای دریایی

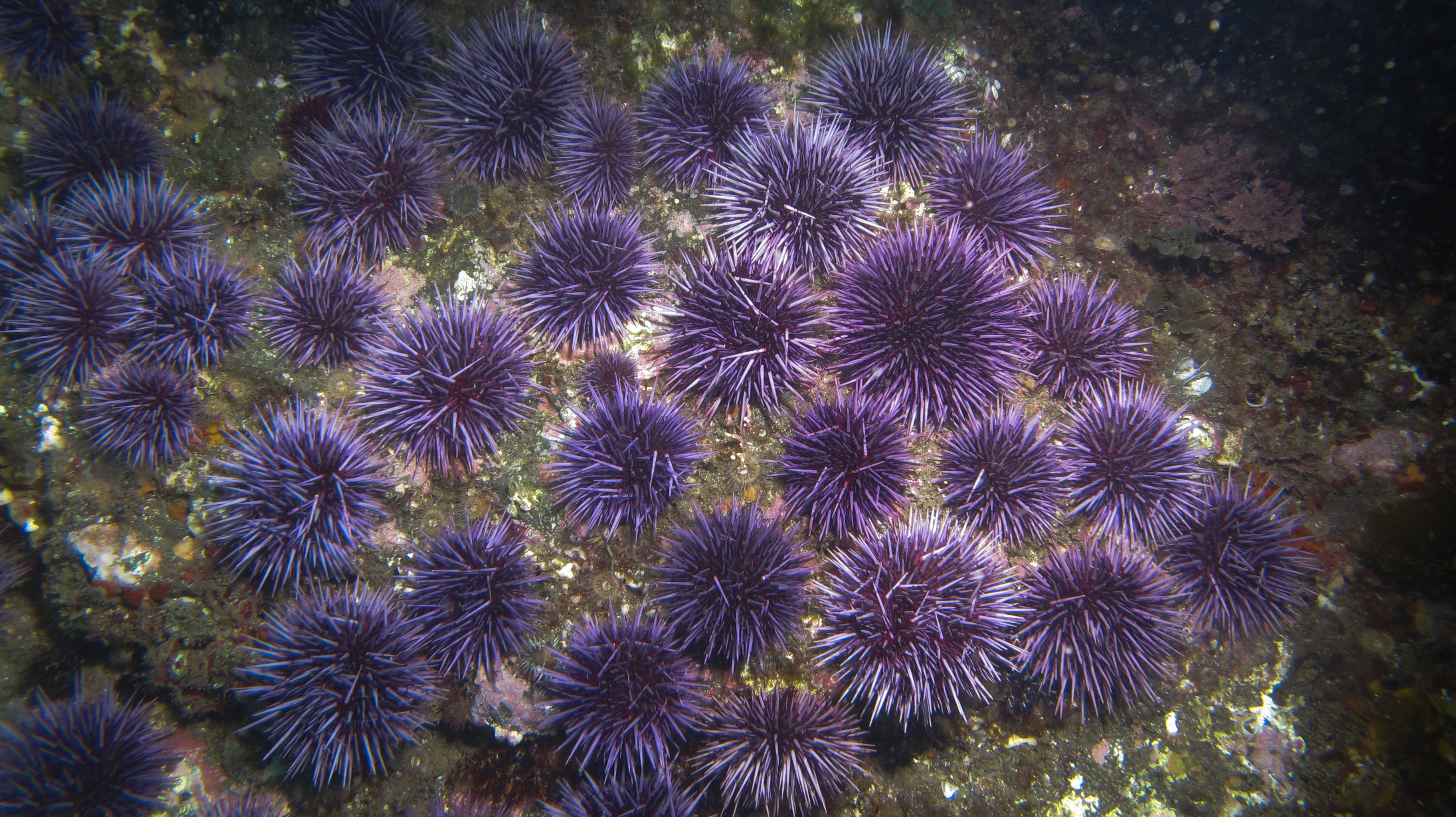
منطقه بایر توتیای دریایی

منطقهٔ بایر توتیای دریایی یا بایر خارپشت دریایی معمولاً به منطقه‌ای گفته می‌شود که تحت سلطهٔ خارپشت است و جلبک دریایی کمی دارد یا اصلاً ندارد. فشار چرای توتیای دریایی بر جلبک‌های دریایی، علت مستقیم و قابل مشاهدهٔ ایجاد یک منطقهٔ «بایر» است. با این حال، تعیین اینکه کدام عوامل در تغییر بستر جلبک‌ها به مکانی بی‌آب و علف برای توتیاها نقش دارند، یک مشکل پیچیده است و همچنان مورد بحث دانشمندان است.
از دست دادن شکارچیان «برتر»، به ویژه شکار تاریخی سمورهای دریایی، اغلب به عنوان یکی از دلایل این بیابان‌ها ذکر شده است. وقتی جوجه تیغی‌ها «بدون کنترل» رها می‌شوند، جمعیت آنها افزایش می‌یابد و این امر تأثیرات بیشتری بر تولید اولیه در اکوسیستم دارد. این نوع تغییر، آبشار تغذیه‌ای نامیده می‌شود. چنین نظریه‌هایی بر فشارهای «از بالا به پایین» توسط شکارچیان، از جمله سایر شکارچیان توتیا، که در مراحل مختلف زندگی (از جمله در مرحله لاروی پلانکتونی) فشار وارد می‌کنند، تأکید کرده‌اند. نظریه‌های دیگر بر عوامل «از پایین به بالا»، از جمله متغیرهای محیطی غیرزیستی مؤثر بر جذب جوجه تیغی و فراوانی و تاب‌آوری جلبک دریایی (از جمله دمای آب، مواد مغذی، آلودگی و سایر عوامل) تأکید کرده‌اند. امروزه، بسیاری از دانشمندان اذعان دارند که ترکیبی از عوامل بالا به پایین و پایین به بالا وجود دارد که بر زمان، چگونگی و مکان تغییر این اکوسیستم‌ها بین بستر جلبک دریایی و برهوت توتیا تأثیر می‌گذارد.

## فرایند
جوجه تیغی‌های دریایی می‌توانند به صورت غیرفعال از جلبک‌های دریایی تغذیه کنند و به‌طور فعال از ساقه‌ها و سایر قسمت‌های گیاه جلبک دریایی تغذیه کنند. اگر جمعیت جوجه تیغی‌ها به چرای فعال جلبک دریایی روی آورد، می‌توانند از بستر جلبک تغذیه کنند و تعداد کمی یا هیچ جوجه تیغی زنده‌ای باقی نگذارند. تغییر شرایط می‌تواند سال‌ها یا دهه‌ها طول بکشد. سپس جوجه تیغی‌های بالغ مجبور می‌شوند برای یافتن منابع دیگر، مانند گونه‌های جلبکی «چمنی»، به جستجوی غذا روی آورند.

## نظریه‌های تغییر
منطقه‌ای از زیر جزر و مد که در آن رشد جمعیت توتیای دریایی بدون کنترل مانده است، باعث چرای مخرب بسترهای جلبک دریایی یا جنگل‌های جلبک دریایی به ویژه جلبک دریایی کیسه‌دار قهوه‌ای غول‌پیکر، می‌شود. گذار از جنگل‌های اشنه دریایی به مناطق بایر با تغییر فازهایی تعریف می‌شود که در آن‌ها یک حالت پایدار جامعه به حالت پایدار دیگری منتقل می‌شود. تغییر فاز پیوسته به‌طور گسترده پذیرفته شده است. این حالت، گذار از یک حالت اکوسیستم به حالت دیگر را توصیف می‌کند که در آن آستانهٔ تغییر رو به جلو با آستانهٔ تغییر معکوس به حالت قبلی یکسان است. به عبارت دیگر، یک بستر جلبک دریایی می‌تواند زمانی که شدت چرای جوجه تیغی‌ها به تراکم آستانه‌ای که باعث تغییر اولیه می‌شود، کاهش می‌یابد، خود را دوباره برقرار کند.
از طرف دیگر، نظریه دیگری بیان می‌کند که هم زمین‌های بی‌ثمر برای توتیای دریایی و هم بسترهای جلبک دریایی، حالت‌های پایدار جایگزین را نشان می‌دهند، به این معنی که یک اکوسیستم می‌تواند در چندین حالت وجود داشته باشد، که هر کدام مجموعه‌ای از شرایط زیستی و غیرزیستی منحصر به فرد را دارند (یعنی بی‌ثمر به جز برای توتیاها یا شکوفا با جلبک دریایی). کسانی که از این نظریه دفاع می‌کنند، چندین معیار را مطرح می‌کنند: اینکه جوامع خودجایگزین مختلف بر محل تسلط دارند؛ هر حالت بیش از یک دوره کامل جایگزینی جامعه یا گونه غالب وجود دارد؛ و اینکه پس از یک اختلال (مثلاً طوفان)، سیستم به حالت قبلی بازمی‌گردد.

## مناطق آسیب‌دیده
در سال ۲۰۱۲، گزارش شد که طی چهار دهه گذشته، زمین‌های بایر در امتداد خطوط ساحلی در سراسر جهان، از نوا اسکوشیا گرفته تا شیلی، گزارش شده‌اند. این بیابان‌ها می‌توانند بیش از هزار کیلومتر از خط ساحلی را در بر بگیرند یا فقط در تکه‌های کوچکی یافت شوند.